# Font del Sarau
La Font del Sarau es troba al Parc de la Serralada Litoral, al bell mig del torrent homònim, el qual neix al coll entre els turons d'en Galzeran i de Ca l'Andreu i davalla cap a Alella.

## Entorn i descripció
És un entorn poc visitat, bastant deixat i inhòspit. Tot i això, val la pena anar-hi per veure un dels sotaboscs més espessos del Parc de la Serralada Litoral. El torrent és humit, amb abundant bosc de ribera, troncs coberts de lianes i un esbarzeram que impedeix qualsevol aventura camp a través. El 2001 la font original va quedar colgada per unes esllavissades a conseqüència d'una plantació de vinyes que es va fer al vessant de llevant del turó de Galzeran. El 2006 l'empresa Alella Vinícola va restaurar la deu i va recuperar el cabal de la font amb la instal·lació d'una canonada. Es va habilitar una estructura de captació d'aigua i es va recuperar també l'estructura i el safareig de la font. Només raja quan hi ha avingudes d'aigua, aquest fet fa que, si l'aigua baixa amb molta virulència (sobretot amb les tempestes de finals de l'estiu), la font quedi molt malmesa i s'hagi hagut d'arranjar diverses vegades. El seu nom, del Sarau, deu ser pel soroll que fa l'aigua del torrent quan baixa amb molta força.

## Accés
És ubicada a Alella: situats al Pi Bord d'Alella, pugem pel camí que surt en direcció SO paral·lel al torrent homònim. A 270 metres i a l'esquerra trobarem unes escales que baixen fins a la llera del torrent i la font. Coordenades: x=439434 y=4595045 z=264.